# Camponotus evansi
Camponotus evansi är en myrart som beskrevs av W. C. Crawley 1920. Camponotus evansi ingår i släktet hästmyror, och familjen myror. Inga underarter finns listade.